# Clive Beverley Glynn
Clive Beverley Glynn (ur. 9 kwietnia 1893 w Liverpoolu, zm. 3 grudnia 1946 w Cullompton) – angielski as myśliwski okresu I wojny światowej. Autor 8 zwycięstw powietrznych.
Clive Glynn służył w wojsku prawdopodobnie od lata 1914 roku w 10th (Scottish) Battalion, The King's (Liverpool Regiment).
Na początku 1918 roku został przydzielony do eskadry myśliwskiej No. 74 Squadron RAF. Pierwsze zwycięstwo powietrzne odniósł nad 29 kwietnia. W czasie walki pilotów z No. 74 Squadron RAF z pilotami z Jasta 36 Clive Glynn zestrzelił ówczesnego dowódcę Jasta 36, jednego z największych asów niemieckich Heinricha Bongartza.
Do końca wojny Clive Glynn odniósł jeszcze 7 zwycięstw powietrznych, ostatnie 9 października.
Clive Beverley Glynn był odznaczony m.in.:
- Distinguished Flying Cross - przyznanym w grudniu 1918 roku.